# 최은숙 (자전거 경기 선수)
최은숙(崔銀淑; Choi Eun-suk, 1963년 10월 22일 ~ )은 대한민국의 전 사이클 선수이다. 그녀는 1984년 하계 올림픽에서 여성로드 레이스 이벤트에 참가하였다.